# Pollionnay
Pollionnay é uma comuna francesa na região administrativa de Auvérnia-Ródano-Alpes, no departamento de Ródano. Estende-se por uma área de 15,8 km². Em 2010 a comuna tinha 2 812 habitantes (densidade: 178 hab./km²).